# Sphaeroma sinensis
Sphaeroma sinensis är en kräftdjursart som beskrevs av Yu och Li2002. Sphaeroma sinensis ingår i släktet Sphaeroma och familjen klotkräftor. Inga underarter finns listade i Catalogue of Life.